# Maarten Stekelenburg
Maarten Stekelenburg (n. 22 septembrie 1982, Haarlem, Țările de Jos) este un fotbalist neerlandez retras din activitate, care a evoluat pe postul de portar la echipe precum Ajax, Roma sau Fulham. Pe plan internațional, a strâns 63 de selecții la echipa națională de fotbal a Țărilor de Jos cu care ajuns în finală la Campionatul Mondial de Fotbal 2010.

## Statistici
La 10 august 2014.

### Club

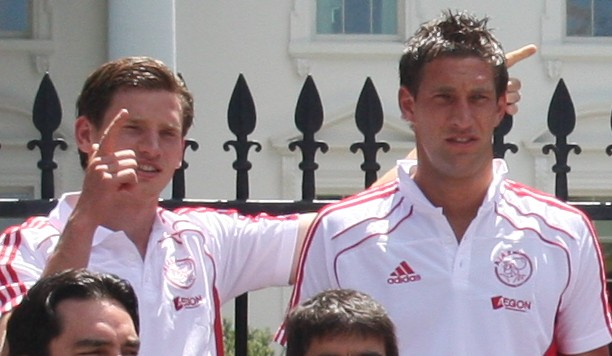
Stekelenburg (right) with Jan Vertonghen at Ajax.

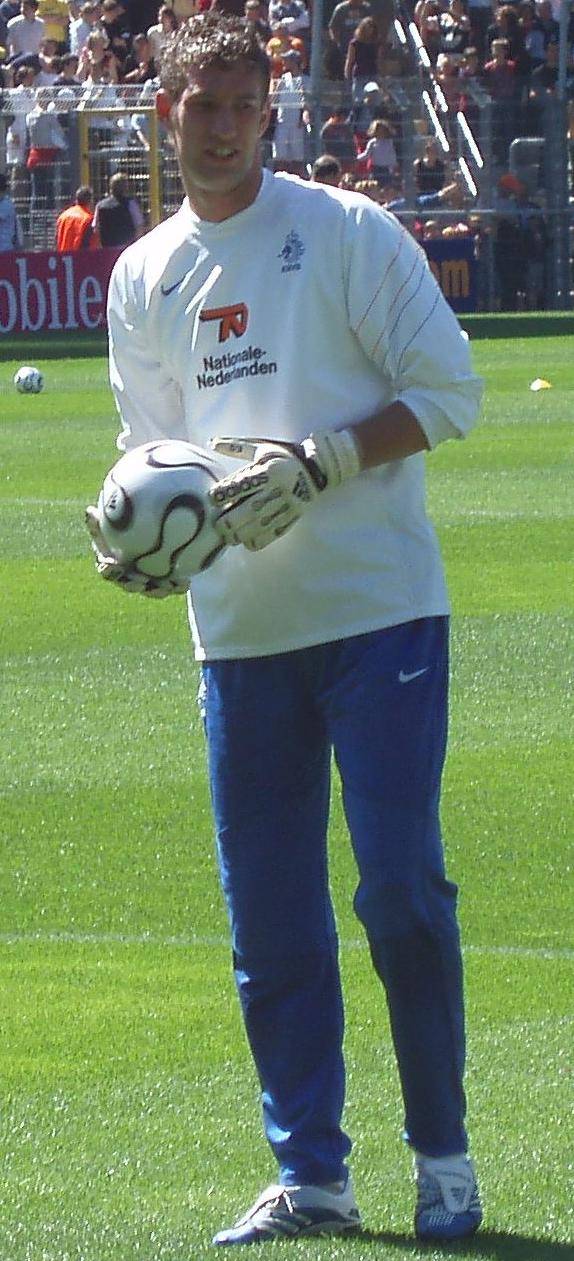
Maarten Stekelenburg cu naționala Olandei

| Club               | Sezon         | Campionat      | Campionat | Campionat | Cupă    | Cupă   | Cupa Ligii | Cupa Ligii | Europa  | Europa | Altele  | Altele | Total   | Total  |
| Club               | Sezon         | Divizie        | Meciuri   | Goluri    | Meciuri | Goluri | Meciuri    | Goluri     | Meciuri | Goluri | Meciuri | Goluri | Meciuri | Goluri |
| ------------------ | ------------- | -------------- | --------- | --------- | ------- | ------ | ---------- | ---------- | ------- | ------ | ------- | ------ | ------- | ------ |
| Ajax               | 2002–03       | Eredivisie     | 9         | 0         | 0       | 0      | —          | —          | 3       | 0      | 1       | 0      | 13      | 0      |
| Ajax               | 2003–04       | Eredivisie     | 10        | 0         | 0       | 0      | —          | —          | 1       | 0      | 0       | 0      | 11      | 0      |
| Ajax               | 2004–05       | Eredivisie     | 11        | 0         | 1       | 0      | —          | —          | 4       | 0      | 1       | 0      | 17      | 0      |
| Ajax               | 2005–06       | Eredivisie     | 27        | 0         | 4       | 0      | —          | —          | 6       | 0      | 4       | 0      | 41      | 0      |
| Ajax               | 2006–07       | Eredivisie     | 32        | 0         | 4       | 0      | —          | —          | 9       | 0      | 5       | 0      | 50      | 0      |
| Ajax               | 2007–08       | Eredivisie     | 31        | 0         | 1       | 0      | —          | —          | 4       | 0      | 5       | 0      | 41      | 0      |
| Ajax               | 2008–09       | Eredivisie     | 12        | 0         | 1       | 0      | —          | —          | 2       | 0      | 0       | 0      | 15      | 0      |
| Ajax               | 2009–10       | Eredivisie     | 33        | 0         | 7       | 0      | —          | —          | 10      | 0      | 0       | 0      | 50      | 0      |
| Ajax               | 2010–11       | Eredivisie     | 26        | 0         | 4       | 0      | —          | —          | 13      | 0      | 1       | 0      | 44      | 0      |
| Ajax               | Total         | Total          | 191       | 0         | 22      | 0      | —          | —          | 52      | 0      | 17      | 0      | 282     | 0      |
| Roma               | 2011–12       | Serie A        | 29        | 0         | 2       | 0      | —          | —          | 2       | 0      | —       | —      | 33      | 0      |
| Roma               | 2012–13       | Serie A        | 19        | 0         | 3       | 0      | —          | —          | 0       | 0      | —       | —      | 22      | 0      |
| Roma               | Total         | Total          | 48        | 0         | 5       | 0      | —          | —          | 2       | 0      | —       | —      | 55      | 0      |
| Fulham             | 2013–14       | Premier League | 19        | 0         | 1       | 0      | 1          | 0          | 0       | 0      | —       | —      | 21      | 0      |
| Fulham             | Total         | Total          | 19        | 0         | 1       | 0      | 1          | 0          | 0       | 0      | —       | —      | 21      | 0      |
| Monaco (loan)      | 2014–15       | Ligue 1        | 1         | 0         | 4       | 0      | 3          | 0          | 0       | 0      | —       | —      | 8       | 0      |
| Southampton (loan) | 2015–16       | Premier League | 17        | 0         | 1       | 0      | 3          | 0          | 4       | 0      | —       | —      | 25      | 0      |
| Everton            | 2016–17       | Premier League | 19        | 0         | 0       | 0      | 2          | 0          | 0       | 0      | —       | —      | 21      | 0      |
| Everton            | 2017–18       | Premier League | 0         | 0         | 0       | 0      | 1          | 0          | 2       | 0      | —       | —      | 3       | 0      |
| Everton            | Total         | Total          | 19        | 0         | 0       | 0      | 3          | 0          | 2       | 0      | —       | —      | 24      | 0      |
| Total carieră      | Total carieră | Total carieră  | 295       | 0         | 33      | 0      | 10         | 0          | 60      | 0      | 17      | 0      | 415     | 0      |

### Internațional
Actualizat la 18 iulie 2013
| Țările de Jos | Țările de Jos | Țările de Jos |
| An            | Meciuri       | Goluri        |
| ------------- | ------------- | ------------- |
| 2004          | 1             | 0             |
| 2005          | 0             | 0             |
| 2006          | 2             | 0             |
| 2007          | 7             | 0             |
| 2008          | 5             | 0             |
| 2009          | 9             | 0             |
| 2010          | 15            | 0             |
| 2011          | 5             | 0             |
| 2012          | 10            | 0             |
| 2013          | 0             | 0             |
| Total         | 54            | 0             |

## Palmares

### Club
Ajax
- Eredivisie (2): 2003–04, 2010–11
- KNVB Cup (3): 2005–06, 2006–07, 2009–10
- Johan Cruijff Shield (4): 2002, 2005, 2006, 2007

### International
Țările de Jos
- Campionatul Mondial de Fotbal

Vice-campion: 2010

### Individual
- Jucătorul anului la AFC Ajax: 2008, 2011